# Paulianostes georyssoides
Paulianostes georyssoides är en skalbaggsart som beskrevs av Raffaello Gestro 1899. Paulianostes georyssoides ingår i släktet Paulianostes och familjen Hybosoridae. Inga underarter finns listade i Catalogue of Life.